# Новосольський повіт
Новосольський повіт (пол. powiat nowosolski) — один з 12 земських повітів Любуського воєводства Польщі.
Утворений 1 січня 1999 року в результаті адміністративної реформи.

## Географія
Річки: Обжиця.

## Загальні дані
Повіт знаходиться у південно-східній частині воєводства.
Адміністративний центр — місто Нова Суль.
Станом на 1.01.2008 населення становить 86 882 осіб, площа 770,73 км².
На терени повіту були депортовані 733 українці з українських етнічних територій у 1947 році (т. з. акція «Вісла»).

## Демографія
Демографічні дані повіту станом на 30.06.2005:
|       | Всього | Всього | Жінки  | Жінки | Чоловіки | Чоловіки |
| ----- | ------ | ------ | ------ | ----- | -------- | -------- |
|       | осіб   | %      | осіб   | %     | осіб     | %        |
| Повіт | 86 794 | 100    | 44 757 | 51,6  | 42 037   | 48,4     |
| Міста | 57 420 | 100    | 30 013 | 52,3  | 27 407   | 47,7     |
| Села  | 29 374 | 100    | 14 744 | 50,2  | 14 630   | 49,8     |